# 密州板桥市舶司
密州板橋市舶司，为中国古代的一个海关管理机构，治所位於今山東省膠州市，北宋宋哲宗元祐三年（1088年）始置。

## 沿革
- 北宋宋哲宗元祐二年（1087年），擬置密州市舶司，不久擱置。
- 北宋宋哲宗元祐三年（1088年），京东东路转运副使范鍔等人向宋朝廷上书，要求在密州设置市舶司。范鍔称：“广南、福建、淮浙贾人，航海贩物至京东、河北、河东等路，运载钱帛丝绵贸易，而象犀、乳香珍异之物，虽尝禁榷，未免欺隐。若板桥市舶法行，则海外诸物积于府库者必倍于杭州、明州，使商舶通行无冒禁罹刑之患，而上供之物免道路风水之虞。”。宋朝廷批准范鍔等的建议，在密州高密县板桥镇置密州板桥市舶司，板桥镇从高密县析出，置胶西县。
- 元太祖二十二年（1227年），在密州膠西縣置膠州，元朝設七處市舶提舉司，並無包含膠州、密州。
- 明太祖洪武二年（1369年），膠西縣併入膠州，膠州屬萊州府。

## 關聯項目
- 市舶司